# 時頻分布的變形
時頻分布的變形(Motions on the time-frequency distribution)是指信號經過時頻分析（Time-frequency analysis）的結果，在時頻平面（time-frequency plane）上圖形的各種變形。
對時頻分布做各種變形，皆有其對應的物理意義。常見的時頻分布的變形有下列幾種：水平平移、鉛直平移、擴張、斜推、旋轉。
時頻分布的變形在分離信號、濾波器設計、取樣定理、調變及多工…等領域上都有相當的幫助。

## 變形的種類

### 平移
簡單來說，水平平移就是信號在時間軸上的平移。例如一個在0秒至3秒之間大小為1，其他為0的方波信號，被平移成為10秒至13秒之間大小為1，其他為0的方波。若一個信號x經過水平平移t0時間單位後得到的信號為y，則x與y的時頻分布關係為：

{\displaystyle W_{y}(t,\,f)=W_{x}(t-t_{0},\,f)}

### 鉛直平移
鉛直平移就是信號在頻率軸上的平移，在通訊上也被稱為調變。將一個基頻的訊號經過調變之後變換到射頻來傳送，可以更加有效的利用頻率資源。若一個信號x經過鉛直平移f0頻率單位後得到y，則

{\displaystyle W_{y}(t,\,f)=W_{x}(t,\,f-f_{0})}

### 擴張
擴張變形對時頻分布圖形造成的影響是：在時間軸拉伸a倍，而在頻率軸壓縮a倍。擴張變形的重要特性是時頻分布佔有的面積不變。若一個信號x經過a倍的擴張變形，得到的結果為y，則
{\displaystyle W_{y}(t,\,f)=W_{x}\left({\frac {t}{a}},\,af\right)}

### 斜推(shearing)
沿著時間軸方向做斜推變形，造成的影響是：時間軸方向的位移量與頻率大小成正比。反之，沿著頻率軸方向做斜推變形，則會使頻率軸方向的位移量與時間大小成正比。沿時間軸的斜推變形，是信號與chirp函數做摺積運算的結果；沿頻率軸的斜推變形，是信號與chirp函數相乘的結果。若一個信號x沿著時間軸做a倍的斜推變形後得到的結果為y，則
{\displaystyle x(t)=y(t)e^{j\pi {\frac {t^{2}}{a}}}}
{\displaystyle W_{y}(t,\,f)=W_{x}(t-af,\,f)}
{\displaystyle x(t)=y(t)*e^{j\pi {\frac {t^{2}}{a}}}}
{\displaystyle W_{y}(t,\,f)=W_{x}(t,\,f-at)}

### 旋轉
旋轉變形顧名思義就是把圖形對著原點旋轉。對信號做傅立葉變換會將圖形順時針方向旋轉90度；同樣的，做傅利業反變換會將圖形逆時鐘旋轉90度。而分數傅立葉變換可將圖形旋轉任意的角度。若一個信號x做傅立葉變換後得到的結果為y，則
{\displaystyle y=\displaystyle {\mathcal {F}}\left\{x(t)\right\}}
{\displaystyle W_{y}(t,\,f)=W_{x}(-f,\,t)}

```
分數傅立葉轉換 
```

第一種定義:
{\displaystyle X_{\phi }(u)={\sqrt {1-jcot\phi }}\cdot e^{j\pi \cdot cot\phi \cdot u^{2}}\int _{-\infty }^{\infty }e^{-j2\pi \cdot csc\phi \cdot ut}e^{j\pi \cdot cot\phi \cdot t^{2}}x(t)dt}
第二種定義:
{\displaystyle X_{\phi }(u)={\sqrt {\frac {1-jcot\phi }{2\pi }}}\cdot e^{j{\frac {cot\phi }{2}}\cdot u^{2}}\int _{-\infty }^{\infty }e^{-jcsc\phi \cdot ut}e^{j{\frac {cot\phi }{2}}\cdot t^{2}}x(t)dt}
{\displaystyle \phi =0.5a\pi }, {\displaystyle a} 為實數。
當 {\displaystyle a=1} 時 (亦即 {\displaystyle \phi =0.5\pi } )，分數傅立葉變換就成了傅立葉變換。

### generalized shearing
當一個訊號的時頻分佈呈現不規則形狀時，會有許多不必要的頻寬浪費,此時可以將頻率與時間的關係近似於多項式,只要將原訊號乘上原訊號的共軛函數，就可以將時頻分佈拉直，如同直流訊號或是單頻訊號的時頻分佈，這樣除了可以降低傳輸時的頻寬之外，因為在時頻分佈上的面積縮小所以亦可降低總取樣點數。
{\displaystyle y(t)\cong Ae^{-j\phi (t)}}
{\displaystyle \phi (t)=\sum _{k=0}^{n}a_{k}t^{k}}
{\displaystyle frequency={\frac {1}{2\pi }}{\frac {\mathrm {d} \phi (t)}{\mathrm {d} t}}}
{\displaystyle x(t)=y(t)e^{j\phi (t)}}
{\displaystyle W_{x}(t,\,f)=W_{y}(t,\,f-{\frac {1}{2\pi }}{\frac {\mathrm {d} \phi (t)}{\mathrm {d} t}})}

### 變形(twisting)
利用線性正則變換可以把時頻分布做任意的線性變形
定義
線性正則變換有四個參數(a, b, c, d)和一個限制，也就是有三個自由參數，第四個參數則由另外三個所決定。
矩陣{\displaystyle {\begin{bmatrix}a&b\\c&d\end{bmatrix}}}的行列式ad - bc = 1
| {\displaystyle F_{(a,b,c,d)}(u)={\sqrt {\frac {1}{j2\pi b}}}\cdot e^{{\frac {j}{2}}{\frac {d}{b}}u^{2}}\int _{-\infty }^{\infty }e^{-{\frac {j}{b}}ut}e^{-{\frac {j}{2}}{\frac {a}{b}}t^{2}}f(t)\cdot \,dt} | 當 b ≠ 0, |
| {\displaystyle F_{(a,0,c,d)}(u)={\sqrt {d}}\cdot e^{-{\frac {j}{2}}cd\cdot u^{2}}f(d\,u)} | 當 b = 0. |

在這裡用{\displaystyle F_{(a,b,c,d)}(u)}表示{\displaystyle f(u)}做線性正則變換的結果，{\displaystyle O_{F}^{(a,b,c,d)}}表示做參數為{a,b,c,d}的線性正則變換。

## 時頻分析變形的應用

### 濾波器設計
傳統的濾波器設計，是在頻域對不同頻率給定不同的頻率響應，藉此壓抑或是強化某些頻率的能量。因為一般而言被處理的信號都是時變的，在加入時頻分析工具以及變形之後，可以對信號做更複雜的處理，得到更好的效果，例如:分數傅立葉變換，可以將訊號時頻分佈旋轉至適當角度讓訊號及干擾的cut-off line與水平軸垂直，此時訊號再與干擾會在時間軸上分離只要在時間軸上乘上一個適當的window function，就可以分離訊號及雜訊。

### 取樣定理
時頻分布所佔的面積，相當於一個信號所需要取樣的次數。同上原因，對信號的時頻分布進行適當地旋轉,變形及切割之後，可以使取樣點數降低或是讓取樣方法更簡單。

### 調變與多工
在通訊系統中，我們為了有效的利用傳輸資源，會進行分時多工或是分頻多工，把時間或頻率切割成小的區塊再將訊號載在其中。同樣的，若利用時頻分布的變形，我們有機會把信號調整成更適合小區塊的形狀再放入，進而節省通訊資源。